# Augusta Camp 2011〜Collaborations〜
『Augusta Camp 2011〜Collaborations〜』は、福耳の8枚目のライブDVD。

## 解説
2011年に行われた「Augusta Camp 2011 〜With a little help from MUSIC〜」のライブ映像を収録。

## 参加アーティスト
- 杏子
- 山崎まさよし
- スガシカオ
- COIL
- 元ちとせ
- スキマスイッチ
- mi-gu
- 秦基博
- 長澤知之
- さかいゆう

Augusta Camp 2011 Special Band
- Keyboard：Dr.kyOn
- Guitar：山本タカシ
- Bass：TOKIE
- Percussion：高橋結子
- Drums：阿部耕作（THE COLLECTERS）

## 収録会場
横浜赤レンガパーク野外特設ステージ

## 収録内容
1. 夏はこれからだ! / All Stars
2. ミュージック / COIL＋長澤知之
3. BIRDS / COIL＋大橋卓弥（スキマスイッチ）＋秦 基博
4. やわらかなサイクル / COIL＋元ちとせ＋山崎まさよし＋あらきゆうこ
5. 雫 / 元ちとせ＋スキマスイッチ
6. view / スキマスイッチ＋杏子
7. 青猫 / 杏子＋あらきゆうこ
8. Happy Birthday / 杏子＋さかいゆう
9. 鱗(うろこ) / さかいゆう＋秦 基博
10. 心拍数 / 秦 基博＋山崎まさよし
11. 十六夜 / 山崎まさよし＋大橋卓弥（スキマスイッチ）
12. 真夜中のBoon Boon / 山崎まさよし＋長澤知之
13. P.S.S.O.S. / 長澤知之＋スガ シカオ
14. 午後のパレード / スガ シカオ＋岡本定義（COIL）＋さかいゆう
15. 愛について / スガ シカオ＋秦 基博
16. Progress / All Stars
17. ALL OVER AGAIN / All Stars
18. 星のかけらを探しに行こう Again / All Stars

## 初回特典内容
「Augusta Camp 2011トレーディングカード」封入。